# Juan Miguel Rodríguez
Juan Miguel Rodríguez Martínez (* 26. Mai 1967 in Havanna) ist ein ehemaliger kubanischer Sportschütze.

## Erfolge
Juan Miguel Rodríguez nahm im Skeet an vier Olympischen Spielen an. 1996 belegte er in Atlanta den achten Rang, vier Jahre darauf kam er in Sydney nicht über den 39. Platz hinaus. Bei den Olympischen Spielen 2004 in Athen zog er nach einem erfolgreichen Stechen ins Finale ein, in dem er wie Nasser Al-Attiyah und Shawn Dulohery 147 Punkte erzielte. Dulohery verfehlte das sechste Ziel im Stechen, sodass die Entscheidung um Bronze zwischen Al-Attiyah und Rodríguez fiel. Beim zehnten Ziel verfehlte auch Al-Attiyah, während Rodríguez traf und sich so Bronze sicherte. 2016 schloss er die Spiele in Rio de Janeiro auf dem 26. Platz ab.
Bei Weltmeisterschaften gewann Rodríguez im Mannschaftswettbewerb 1987 in Valencia, 1989 in Montecatini Terme und 1990 in Moskau Bronze. 1997 in Lima und 1999 in Tampere wurde er mit ihr Vizeweltmeister. Bei Panamerikanischen Spielen sicherte er sich 1999 in Winnipeg die Goldmedaille. Außerdem gewann er 1995 in Mar del Plata Silber sowie 2011 in Guadalajara und 2015 in Toronto Bronze.
Rodríguez ist geschieden, er hat vier Kinder.